# Carl Becker (Philologe)
Carl Becker (* 15. Oktober 1925 in Leipzig; † 2. Juni 1973 in München) war ein deutscher klassischer Philologe, der als Professor für Latinistik an den Universitäten Marburg (1955–1963) und Universität München (1963–1973) lehrte und forschte.

## Leben
Carl Becker studierte ab 1944 Klassische Philologie, Germanistik und Philosophie an der Universität Leipzig. Im Wintersemester 1947/1948 ging er nach Bonn, im Sommersemester 1948 nach Frankfurt am Main. Zu seinen akademischen Lehrern gehörten Hans-Georg Gadamer und Karl Reinhardt, bei dem er 1950, ein Jahr nach dem Staatsexamen, mit der Dissertation Studien zum Sophokleischen Chor promoviert wurde.
Anschließend ging Becker an die Universität München, wo er als Wissenschaftlicher Assistent des Latinisten Friedrich Klingner arbeitete. Bereits im Wintersemester 1952/1953 erreichte Becker seine Habilitation. 1955 wurde er als Nachfolger von Hellfried Dahlmann auf den Lehrstuhl für Klassische Philologie an der Universität Marburg berufen. Hier lehrte er sieben Jahre lang. Im September und Oktober 1961 erhielt Becker kurz nacheinander Rufe der Universitäten Münster und Frankfurt am Main, die er beide ablehnte. Erst im August 1963 verließ er Marburg und ging als Nachfolger Friedrich Klingners an die Universität München. 1965 wurde er als ordentliches Mitglied in die Philosophisch-Historische Klasse der Bayerischen Akademie der Wissenschaften gewählt und zum Präsidenten der Kommission für den Thesaurus Linguae Latinae ernannt. Im akademischen Jahr 1966/1967 war er Dekan der Philosophischen Fakultät (ein Amt, das er 1958/1959 bereits in Marburg ausgeübt hatte), im folgenden Jahr war er Rektor der Universität München.
Becker starb am 2. Juni 1973 im 48. Lebensjahr an einer seltenen Gefäßkrankheit, die ein Jahr zuvor ausgebrochen war. Seine umfangreiche Privatbibliothek bildete später den Grundstock des Seminars für Klassische Philologie an der Universität Augsburg. Seine Witwe Edith Becker geb. Kalkhorst nahm sich nach Abwicklung der Erbschaftsangelegenheiten am 16. August 1973 das Leben.

## Leistungen
Carl Becker beschäftigte sich mit weiten Bereichen der antiken Literatur, von der griechischen Tragödie über Sallust, Cicero, Properz, Horaz und Vergil bis zu den Kirchenvätern. Neben seiner (ungedruckten) Dissertation von 1950 verfasste er zahlreiche Monografien, Aufsätze und Lexikonartikel zu verschiedenen literaturwissenschaftlichen und geistesgeschichtlichen Fragestellungen. Seiner Habilitationsschrift Tertullians Apologeticum – Werden und Leistung (München 1954) war eine kommentierte Übersetzung der Schrift vorausgegangen (München 1952), die 1961 in der zweiten Auflage erschien. Darüber hinaus verfasste Becker Artikel für die Neue Deutsche Biographie und gab verschiedene Schriften seines Lehrers Karl Reinhardt heraus.